# ピーボディ・エセックス博物館
- ピーボディ・エセックス博物館
- ピーボディー・エセックス博物館

ピーボディ・エセックス博物館（ピーボディ・エセックスはくぶつかん、Peabody Essex Museum）は、マサチューセッツ州のセイラムにある博物館である。ジョージ・ピーボディの寄付によって設立され、かつてエドワード・S・モースが館長を務めた。
1799年に船長や船荷監督人たちよって東インド海員協会として設立された。その協会の会員は憲章によって喜望峰やホーン岬より先の地域で「天然および人工物の珍品」の収集を行うことが義務付けられた。1992年、ピーボディ博物館はエセックス研究所と合併してピーボディ・エセックス博物館となった。
主に以下のような収蔵物がある。
- 海に関する美術品
- アメリカの装飾品
- アジアから輸出された美術品
- 日本の美術品
- 韓国の美術品
- 中国の美術品
- ネイティブアメリカンの美術品
- アフリカの美術品
- インドの現代美術
- フィリップス図書館の蔵書。希少本、写本、エフェメラの類
- 写真。50万点以上の貴重な年代ものの画像
- 建築物。24点のアメリカの建築物および庭園、5点の国定歴史的名所（National Historic Landmarks）に指定された建造物。8か所が史跡登録（National Register of Historic Places）されている

## 施設
開園時間
博物館は毎日午前10時から午後5時まで開館している。火曜日と水曜日を除く
モースが大森貝塚を発見した縁で、東京都大田区の大田区立郷土博物館と姉妹館提携している。
2003年、モシェ・サフディー（w:Moshe Safdie）によって設計された別館を新設し、展示スペースは以前の2倍以上、23,000 平方メートルになった。同時にイン・ユー・タン・ハウス（Yin Yu Tang house）を一般公開した。これは19世紀の中国安徽省にあった家屋で、元の場所からセーラムに移されたものである。
2006年現在の館長はもとポートランド美術館の館長であったダン・モンロー（Dan Monroe）である。

## 1797年-1808年、日米貿易に関する資料を所蔵
セイラムを出航し、長崎で貿易を行った米国船籍に関する資料を所蔵している。
オランダがオランダ商館を通じ行っていた貿易は、ナポレオンのフランス革命軍に本土が占領されたために日蘭貿易が途絶え、その間1797年（寛政9年）から1809年（文化6年）まで、数隻の米国船がオランダ国旗を掲げ、長崎の出島で行ったもの。以下はその記録。
1. 1797年、ウィリアム・ロバート・スチュアート船長のイライザ号。
2. 1798年、同上。
3. 1799年、ジェームズ・デブロー船長のフランクリン号。
4. 1800年、ウィリアム・V・ハッチングス船長のマサチューセッツ号。
5. 1800年、ウィリアム・ロバート・スチュアート船長のエンペラー・オブ・ジャパン号。
6. 1801年、ミッシェル・ガードナー・ダービー船長のマーガレット号。
7. 1802年、ジョージ・スティルス船長のサミュエル・スミス。
8. 1803年、ジェームズ・マクニール船長のレベッカ号。
9. 1803年、ウィリアム・ロバート・スチュアート船長のナガサキ号。
10. 1806年、ヘンリー・リーラー船長のアメリカ号。
11. 1807年、ジョセフ・オカイン船長のエクリブス号。
12. 1807年、ジョン・デビッドソン船長のマウント・バーノン号。
13. 1809年、ジェームズ・マクニール船長のアメリカレベッカ号。

### 日本語文献
- 『日米交流のあけぼの 黒船きたる』江戸東京博物館、1999年。展覧会図録

副題：全米最古ピーボディー・エセックス博物館の日本コレクションから